# Kogal

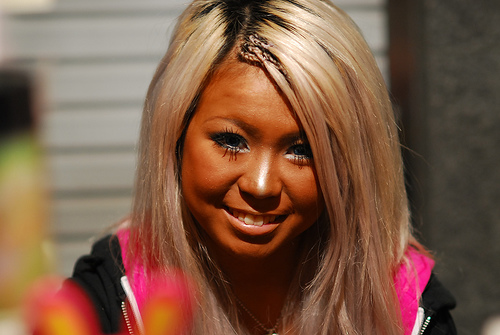
Eine Kogal (2006)

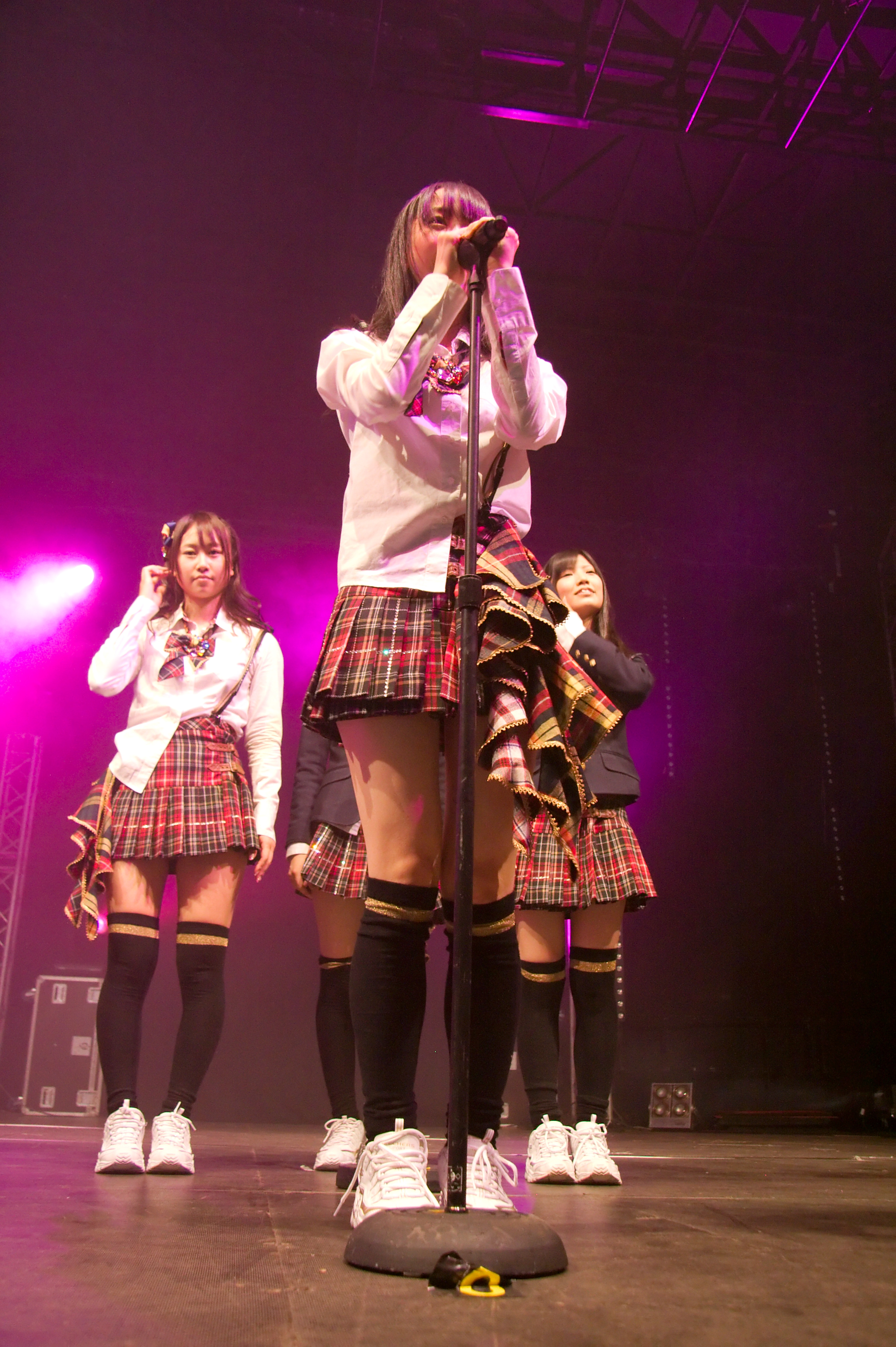
Die Girlgroup AKB48 im Kogal-Look (2009)

Kogal (jap. コギャル, kogyaru) ist eine Varietät der japanischen Gyaru-Szene, bei der die traditionelle weibliche Oberschuluniform im Mittelpunkt steht. Die Anhängerinnen dieser Mode, die Kogals, besuchen entweder noch selbst die Oberschule (sind also zwischen 15 und 18 Jahren alt) und tragen ihre Schuluniformen als Teil des Gyaru-Looks; oder es handelt sich um junge Frauen, welche der Kogal-Mode folgen, ohne selbst Schülerinnen zu sein. Der Stil kombiniert Elemente der konservativen Schuluniform mit auffälligen, modischen und mädchenhaften Accessoires, Make-Up und Frisuren.
Abgesehen vom Minirock oder Mikrorock und Loose Socks bevorzugen Kogals Plateaustiefel, Make-up, karierte Burberry-Schals, und hängen Accessoires, die als kawaii oder süß gelten, auf ihre Taschen und Telefone. Manche von ihnen bleichen sich die Haare heller und lassen sich wie ältere Gyaru auch künstlich bräunen. Kogals haben einen eigenen Slang, gespickt mit englischen Wörtern. Kogals sind begeisterte Nutzer von Purikura, wobei die meisten sie mindestens einmal pro Woche besuchen, wie nichtwissenschaftliche Umfragen zeigen.

## Herkunft des Namens
Das Wort Kogal ist eine Abwandlung von Kogyaru, was wiederum eine Abkürzung von kōkōsei gyaru (高校生ギャル, „Oberschul-Gyaru“) ist. Es entstand ursprünglich als Codewort, der von Disco-Türstehern verwendet wurde, um erwachsene Gyaru von Minderjährigen zu unterscheiden. Der Begriff wird von den Mädchen, auf die er sich bezieht, nicht verwendet. Sie sehen sich selbst nur als Gyaru (ギャル), eine japanische Aussprache des englischen Wortes „gal“. Der Begriff Gyaru wurde erstmals 1972 durch eine Fernsehwerbung für eine Jeansmarke popularisiert. In den 1980er Jahren bezeichnete Gyaru eine modisch gekleidete Frau. Wenn ko als 子 geschrieben wird, bedeutet es „junge Frau“, daher wird kogyaru manchmal im Sinne von „junge Gyaru“ verstanden.

## Erscheinungsbild

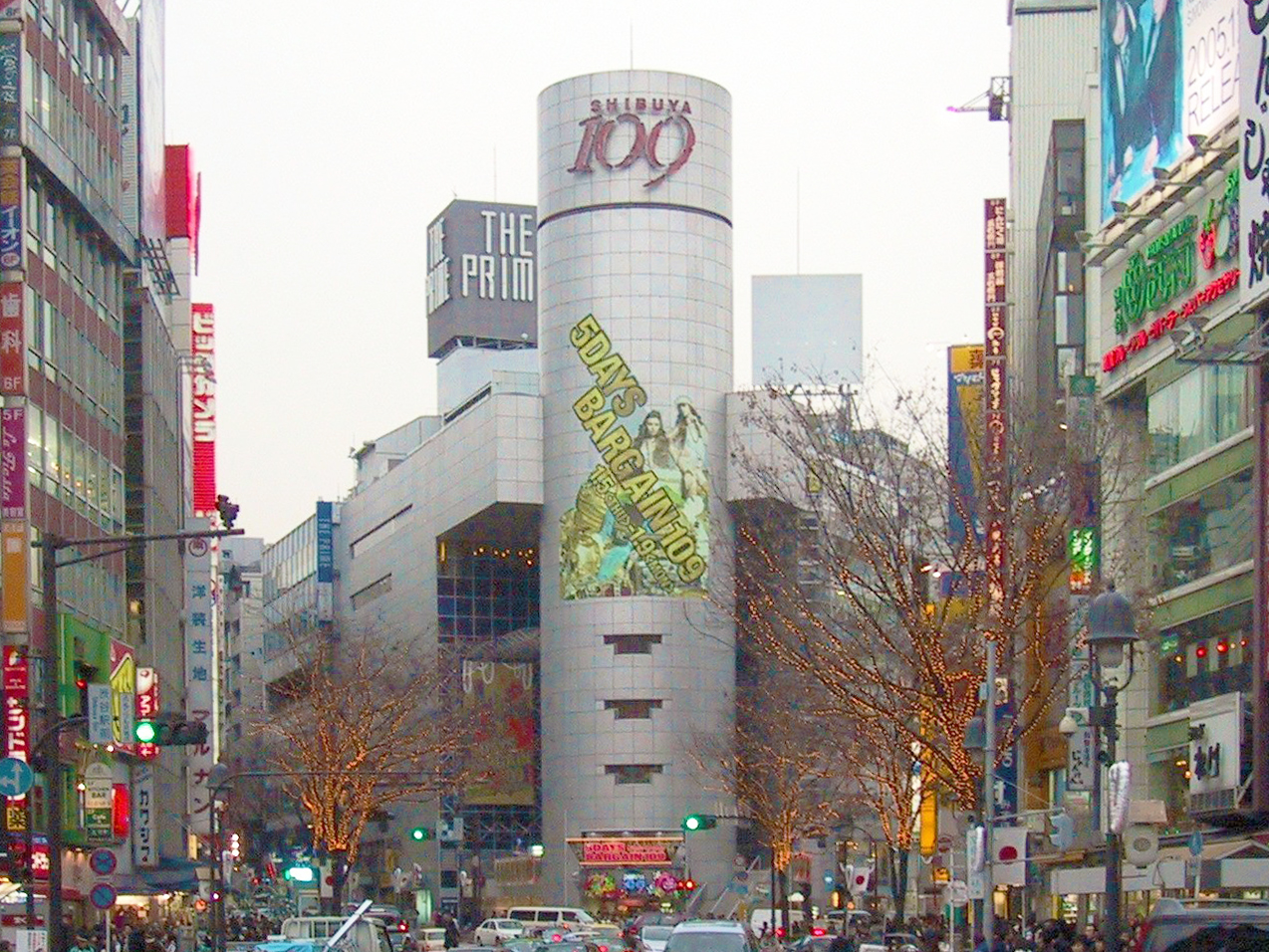
Das „Shibuya 109“, Zentrum der japanischen Kogal-Kultur

Im Allgemeinen ähnelt der Gyaru-Look dem eines kalifornischen „Valley girls“. Tatsächlich erstrecken sich die Gemeinsamkeiten bis hin zu einem Szenejargon mit einer Vielzahl von Slangbegriffen (コギャル語, kogyaru-go, „Kogal-Sprache“). Kogals sollten nicht mit der ähnlichen Ganguro-Subkultur verwechselt werden.
Kogal tragen Plateauschuhe, Miniröcke, Designeraccessoires sowie viel Make-up und gebrauchen Haarfärbe- oder teilweise auch Bräunungsmittel. Zur Schuluniform tragen sie meist hochgesteckte Röcke und Loose Socks (weite, faltige Socken). Ihr geschäftiges Sozialleben und ihr Verlangen nach neuen materiellen Gütern macht sie zu erstrangigen Konsumenten der japanischen Mobiltelefonbranche, wobei ihr Modegeschmack zu Burberry-Schals und Louis-Vuitton-Handtaschen neigt. Kogals verbringen viel Zeit mit Einkaufen, was einen Großteil von ihrer Zeit und ihrem Einkommen (und dem ihrer Eltern) verschlingt.
Das Zentrum der Kogal-Kultur liegt in den Tokioter Bezirken Harajuku und Shibuya, insbesondere das Kaufhaus „Shibuya 109“, aber praktisch in jeder japanischen Stadt sind Kogals anzutreffen.
In den japanischen Medien wurde zeitweise von Schulmädchen berichtet, die ihren konsumorientierten Lebensstil durch Enjokōsai („Aushilfsbegleitung“) mit erwachsenen Männern finanzieren würden.
Obwohl das Phänomen weiterhin anzutreffen ist, lag der Höhepunkt der Verbreitung in den 1990er und 2000er Jahren.

## Filme
- Bounce ko Gals (バウンス ko GALS) (1997) – ein Film von Masato Harada
- Gals! – Anime-Serie über das Leben von Ran Kotobuki, dem selbst ernannten „Greatest gal in Shibuya“
- Hajimete no Gal – Manga/Anime über einen Nerd mit einer Kogalfreundin und anderen Kogals verschiedenster Art